# 70446 Pugh
70446 Pugh è un asteroide della fascia principale. Scoperto nel 1999, presenta un'orbita caratterizzata da un semiasse maggiore pari a 2,6378090 au e da un'eccentricità di 0,1033056, inclinata di 3,03925° rispetto all'eclittica.
L'asteroide è dedicato al fisico statunitense George Pugh.